# Tour dels Fiords 2016
El Tour dels Fiords 2016, 9a edició del Tour dels Fiords, es disputà entre el 31 d'agost i el 4 de setembre de 2016 sobre un recorregut de 929,8 km repartits entre cinc etapes, amb inici a Os i final a Stavanger. La cursa formava part del calendari de l'UCI Europa Tour 2016, amb una categoria 2.1.
El vencedor final fou el noruec Alexander Kristoff (Team Katusha), amb 30" sobre el danès Michael Schär (BMC Racing Team) i el neerlandès Nick van der Lijke (Roompot-Oranje Peloton). Kristoff també guanyà la classificació dels punts, mentre que Nick van der Lijke guanyà la classificació dels joves, Carl Fredrik Hagen (Team Sparebanken Sør) guanyà la classificació de la muntanya i el Roompot-Oranje Peloton la classificació per equips.

## Equips
L'organització convidà a prendre part en la cursa a quatre equips World Tour, deu equips continentals professionals i deu equips continentals:
- equips World Tour: Team Katusha, BMC Racing Team, IAM Cycling, Team Tinkoff
- equips continentals professionals: Delko Marseille Provence KTM, Drapac Professional Cycling, Fortuneo-Vital Concept, Roompot Oranje Peloton, Topsport Vlaanderen-Baloise, ONE Pro Cycling, Stölting Service Group, Novo Nordisk, Team Roth, Verva ActiveJet
- equips continentals: Bliz-Merida, Rabobank Development, Riwal Platform, Coop-Øster Hus, FixIT.no, Joker Byggtorget, Ringeriks-Kraft, Sparebanken Sør, Virtu Pro Veloconcept, ColoQuick-Cult

## Etapes
| Etapa    | Data      | Ciutats d'etapa     | type              | Distància (km) | Vencedor de l'etapa    | Líder de la general |
| -------- | --------- | ------------------- | ----------------- | -------------- | ---------------------- | ------------------- |
| 1a etapa | 31 de ago | Os – Bergen         | etapa plana       | 147            | Leigh Howard           | Leigh Howard        |
| 2a etapa | 1 de set  | Stord – Odda        | etapa accidentada | 213            | Alexander Kristoff     | Leigh Howard        |
| 3a etapa | 2 de set  | Ulvik – Suldalsosen | etapa accidentada | 221            | Alexander Kristoff     | Alexander Kristoff  |
| 4a etapa | 3 de set  | Stavanger – Sandnes | etapa accidentada | 166            | Asbjørn Kragh Andersen | Alexander Kristoff  |
| 5a etapa | 4 de set  | Hinna – Stavanger   | etapa plana       | 164            | Alexander Kristoff     | Alexander Kristoff  |

## Classificació final
| \| Classificació general \| Classificació general \| Classificació general \| Classificació general \| Classificació general \| \| Corredor \| Corredor \| Equip \| Temps \| \| \| --------------------- \| --------------------- \| ---------------------- \| --------------------- \| --------------------- \| \| 1r \| Alexander Kristoff \| Katusha \| 21h 39' 55" \| \| \| 2n \| Michael Schär \| BMC Racing Team \| + 30" \| \| \| 3r \| Nick van der Lijke \| Roompot-Oranje Peloton \| + 30" \| \| \| 4t \| Jonas Koch \| Verva ActiveJet \| + 32" \| \| \| 5è \| Damiano Caruso \| BMC Racing Team \| + 33" \| \| \| 6è \| Pieter Weening \| Roompot-Oranje Peloton \| + 33" \| \| \| 7è \| Bjørn Tore Hoem \| Joker Byggtorget \| + 1' 10" \| \| \| 8è \| Christian Mager \| Stölting Service Group \| + 1' 15" \| \| \| 9è \| Nikolai Trússov \| Tinkoff \| + 1' 26" \| \| \| 10è \| Huub Duyn \| Roompot-Oranje Peloton \| + 1' 30" \| \| |                    |                        |             |
| |                    |                        |             |
| Font: ProCyclingStats |                    |                        |             |
| Classificació general |                    |                        |             |
| Corredor | Corredor           | Equip                  | Temps       |
| 1r | Alexander Kristoff | Katusha                | 21h 39' 55" |
| 2n | Michael Schär      | BMC Racing Team        | + 30"       |
| 3r | Nick van der Lijke | Roompot-Oranje Peloton | + 30"       |
| 4t | Jonas Koch         | Verva ActiveJet        | + 32"       |
| 5è | Damiano Caruso     | BMC Racing Team        | + 33"       |
| 6è | Pieter Weening     | Roompot-Oranje Peloton | + 33"       |
| 7è | Bjørn Tore Hoem    | Joker Byggtorget       | + 1' 10"    |
| 8è | Christian Mager    | Stölting Service Group | + 1' 15"    |
| 9è | Nikolai Trússov    | Tinkoff                | + 1' 26"    |
| 10è | Huub Duyn          | Roompot-Oranje Peloton | + 1' 30"    |